# Искупление (фильм, 2007)
«Искупле́ние» (англ. Atonement) — романтическая военная драма 2007 года, второй полнометражный фильм, снятый Джо Райтом, в главных ролях Джеймс Макэвой, Кира Найтли, Сирша Ронан, Ромола Гарай и Ванесса Редгрейв. Фильм основан на одноимённом романе 2001 года Иэна Макьюена. Фильм повествует о преступлении и его последствиях на протяжении шести десятилетий, начиная с 1930-х годов. Он был произведён для StudioCanal и снят в Англии. Распространённый в большинстве стран мира Universal Studios, он был выпущен в кинотеатрах в Великобритании 7 сентября 2007 года и в Северной Америке ровно через три месяца, 7 декабря 2007 года.
Фильм «Искупление» открывал как Международный кинофестиваль в Ванкувере 2007 года, так и 64-й Венецианский кинофестиваль. Райт в возрасте 35 лет стал самым молодым режиссёром, когда-либо открывавшим Венецианское мероприятие. Фильм имел коммерческий успех и собрал по всему миру около 129 миллионов долларов при бюджете в 30 миллионов долларов. Критики высоко оценили актерскую игру, эмоциональную глубину, режиссуру Райта, музыку Дарио Марианелли, операторскую работу, монтаж, визуальные эффекты и включение в фильм исторических событий.
Среди многочисленных наград, фильм «Искупление» был номинирован в 7 категориях на 80-й церемонии вручения премии «Оскар», включая «Лучший фильм», «Лучшая женская роль второго плана» (Ронан), «Лучший адаптированный сценарий» и «Лучшая музыка к фильму», которые он выиграл. Он также получил 14 номинаций на 61-й церемонии вручения премии Британской академии кино и телевизионных исскуств, выиграв как «Лучший фильм», так и «Лучшая работа художника-постановщика»; и получил премию «Золотой глобус» за лучший фильм — драма.

## Сюжет
В 1935 году в Англии 13-летняя Брайони Таллис, младшая дочь богатой семьи Таллис, подглядывает из окна своей спальни за своей старшей сестрой Сесилией и сыном экономки Робби Тёрнером (от которого Брайони без ума). Во время ссоры Сесилии и Робби у садового фонтана Робби случайно разбивает вазу и кричит Сесилии оставаться на месте, чтобы не порезать ноги. Все еще разозлённая, Сесилия снимает верхнюю одежду и забирается в фонтан, чтобы достать один из осколков стекла. Брайони наблюдает за происходящим из окна и неверно истолковывает отношения между Сесилией и Робби.
Робби набрасывает записку Сесилии, в которой извиняется за инцидент. В одном наброске он недвусмысленно описывает свои неотфильтрованные чувства влечения к ней. Хотя он никогда не хотел, чтобы кто-нибудь увидел эту версию записки, он по ошибке помещает ее (вместо второй, более официальной записки, которую он набросал) в конверт, который он просит Брайони передать Сесилии. Брайони читает письмо, прежде чем отдать его сестре. Позже она описывает записку своей 15-летней кузине Лоле, которая называет Робби «сексуальным маньяком».
Пол Маршалл, приезжий друг старшего брата Брайони Леона, знакомится с приехавшими кузенами и, похоже, испытывает влечение к Лоле. Перед ужином Робби и Сесилия остаются наедине в библиотеке, и в это время он извиняется за непристойное письмо, но она признается ему в любви. Они занимаются любовью у стены в библиотеке, когда Брайони незаметно входит, видит их и, находясь под впечатлением от слов Лолы, ошибочно думает, что её сестру насилуют.
Во время ужина братья-близнецы Лолы пропадают без вести, и семья организует поисковые группы. Участвуя в поисках, Брайони натыкается на Лолу, изнасилованную мужчиной, который убегает. Несмотря на то, что Брайони видела этого человека отнюдь не отчетливо, она убеждена, что это был Робби; смущённая Лола, которая не видела его лица, не возражает. Позже Робби, который находит близнецов невредимыми, возвращается в дом. Его арестовывают, несмотря на мольбы Сесилии о его невиновности. Показания Лолы и Брайони, а также то, что она передала откровенное письмо, убеждают всех, кроме Сесилии, в его виновности.
Четыре года спустя, во время Второй мировой войны, Робби освобождают из тюрьмы при условии, что он вступит в армию и примет участие в битве за Францию. Отделившись от своего подразделения, он пешком добирается до Дюнкерка. Он вспоминает, как полгода назад познакомился с Сесилией, ныне медсестрой. Брайони, которой сейчас 18 лет, присоединилась к старому сестринскому отделению Сесилии в клинике Святого Томаса в Лондоне, вместо того чтобы поступить в Кембриджский университет. Она пишет своей сестре, но Сесилия не может простить ей ее участия в аресте и осуждении Робби. Робби, который тяжело болен из-за инфицированной раны и страдает галлюцинациями, прибывает на пляжи Дюнкерка, где ожидает эвакуации.
Позже Брайони, которая глубоко сожалеет о том, что помогла осудить Робби, узнаёт, что Пол Маршалл собирается жениться на Лоле. Когда Брайони присутствует на свадьбе, до неё внезапно доходит, что именно Пол напал на Лолу во время поисков близнецов много лет назад. Брайони навещает Сесилию, чтобы извиниться, и предлагает исправить ее показания, на что Сесилия отвечает, что её сочтут «ненадежным свидетелем». Брайони удивлена, обнаружив там Робби, который теперь живёт с Сесилией, находясь в Лондоне в отпуске. Брайони извиняется за свой обман, но Робби взбешён тем, что она не взяла на себя ответственность за свои действия. Сесилия успокаивает его, а Робби инструктирует Брайони, как внести ясность в дело и добиться отмены обвинительного приговора. Брайони соглашается. Робби требует, чтобы Брайони рассказала всё, что она помнит о Дэнни Хардмане, но Брайони сообщает, что на самом деле насильником был Пол Маршалл, который только что женился на Лоле. Сесилия в ужасе понимает, что теперь Лола не сможет (да и не захочет) свидетельствовать против своего мужа. Тем не менее, Брайони всё же обещает Сесилии и Робби рассказать семье всю правду о том вечере, чем заслуживает у них некоторое прощение.
Десятилетия спустя, когда Брайони стала пожилой и успешной писательницей, она дает интервью о своей последней книге, автобиографическом романе под названием «Искупление», и объясняет, что умирает от сосудистой деменции. Зрители узнают, что та часть книги, где Робби и Сесилия живут вместе и Брайони пытается извиниться перед ними, вымышлена. В реальности Сесилия и Робби так и не воссоединились: Робби умер от сепсиса из-за инфицированной раны в Дюнкерке, а Сесилия утонула несколько месяцев спустя во время подземного наводнения из-за взрыва на станции метро Балем во время Блицкрига. Пол Маршалл и Лола так никому и не сознались в правде. Брайони признаёт, что написала свой роман с вымышленным концом, чтобы дать этим двоим в художественной литературе счастье, которого у них никогда не было по её вине. Последняя сцена показывает воображаемых и счастливо воссоединившихся Сесилию и Робби, остающихся в доме на берегу моря, который они намеревались посетить, как только воссоединятся.

## Создатели фильма
| \| Актёр \| Роль \| \| --------------------- \| ----------------------- \| \| Джеймс Макэвой \| Робби Тёрнер \| \| Кира Найтли \| Сесилия Таллис \| \| Сирша Ронан \| Брайони Таллис в 13 лет \| \| Ромола Гарай \| Брайони Таллис в 18 лет \| \| Ванесса Редгрейв \| Брайони Таллис в 77 лет \| \| Гарриет Уолтер \| Эмили Таллис \| \| Патрик Кеннеди[англ.] \| Леон Таллис \| \| Бренда Блетин \| Грейс Тёрнер \| \| Джуно Темпл \| Лола Куинси \| \| Жереми Ренье \| Люк \| \| Феликс Фон Симсон \| Пьеро Куинси \| \| Чарли Фон Симсон \| Джексон Куинси \| \| Бенедикт Камбербэтч \| Пол Маршалл \| \| Дэниэл Мейс \| Томми Неттл \| \| Нонсо Анози \| Фрэнк Мейс \| \| Энтони Мингелла \| журналист \| \| Питер Уайт \| инспектор полиции \| | - Режиссёр — Джо Райт - Авторы сценария — Кристофер Хэмптон (сценарий), Иэн Макьюэн (роман) - Продюсеры — Тим Беван, Эрик Феллнер, Пол Уэбстер - Композитор — Дарио Марианелли - Оператор — Шеймас Макгарви - Художник — Сара Гринвуд - Монтаж — Пол Тотхилл - Художник по костюмам — Жаклин Дюрран |
| Актёр | Роль |
| Джеймс Макэвой | Робби Тёрнер |
| Кира Найтли | Сесилия Таллис |
| Сирша Ронан | Брайони Таллис в 13 лет |
| Ромола Гарай | Брайони Таллис в 18 лет |
| Ванесса Редгрейв | Брайони Таллис в 77 лет |
| Гарриет Уолтер | Эмили Таллис |
| Патрик Кеннеди | Леон Таллис |
| Бренда Блетин | Грейс Тёрнер |
| Джуно Темпл | Лола Куинси |
| Жереми Ренье | Люк |
| Феликс Фон Симсон | Пьеро Куинси |
| Чарли Фон Симсон | Джексон Куинси |
| Бенедикт Камбербэтч | Пол Маршалл |
| Дэниэл Мейс | Томми Неттл |
| Нонсо Анози | Фрэнк Мейс |
| Энтони Мингелла | журналист |
| Питер Уайт | инспектор полиции |

## Фильм в прокате
Предпремьерный показ фильма прошёл 29 августа 2007 года на открытии международного кинофестиваля в Венеции. 35-летний Джо Райт оказался самым молодым режиссёром, кто удостоился такой чести. Через неделю, 7 сентября, картина вышла на экраны Великобритании. В течение осени 2007 года фильм также был показан на международных кинофестивалях в Торонто (10 сентября), в Ванкувере (27 сентября), в Рио-де-Жанейро (2 октября), в Джакарте (8 декабря) и некоторых других городах. 7 декабря 2007 года картина вышла в ограниченный прокат в США, а 4 января 2008 года состоялась премьера на всей территории страны. На российские экраны фильм вышел 17 января 2008 года. Последней страной, где состоялась премьера фильма, стала Индия — 20 июня 2008 года.

## Награды и номинации
К настоящему времени фильм «Искупление» имеет 17 наград и ещё 63 номинации, оставшиеся без побед.

### Награды
- Премия «Оскар»
  - 2008 — Лучшая музыка
- Премия «Золотой глобус»
  - 2008 — Лучший фильм (драма)
  - 2008 — Лучшая музыка
- Премия BAFTA
  - 2008 — Лучший фильм
  - 2008 — Лучшая работа художника-постановщика
- Кинопремия журнала Empire
  - 2008 — Лучший британский фильм
  - 2008 — Лучшая мужская роль — Джеймс Макэвой
  - 2008 — Лучшая женская роль — Кира Найтли

### Номинации
- Премия «Оскар»
  - 2008 — Лучший фильм
  - 2008 — Лучшая женская роль второго плана — Сирша Ронан
  - 2008 — Лучший адаптированный сценарий
  - 2008 — Лучшая работа оператора
  - 2008 — Лучшие декорации
  - 2008 — Лучшие костюмы
- Премия «Золотой глобус»
  - 2008 — Лучшая мужская роль (драма) — Джеймс Макэвой
  - 2008 — Лучшая женская роль (драма) — Кира Найтли
  - 2008 — Лучшая женская роль второго плана — Сирша Ронан
  - 2008 — Лучший режиссёр — Джо Райт
  - 2008 — Лучший сценарий
- Премия BAFTA
  - 2008 — Лучшая мужская роль — Джеймс Макэвой
  - 2008 — Лучшая женская роль — Кира Найтли
  - 2008 — Лучшая женская роль второго плана — Сирша Ронан
  - 2008 — Лучший режиссёр — Джо Райт
  - 2008 — Лучший адаптированный сценарий — Кристофер Хэмптон
  - 2008 — Лучшая работа оператора — Шеймас Макгарви
  - 2008 — Лучшие костюмы
  - 2008 — Лучший звук
  - 2008 — Лучший монтаж
  - 2008 — Лучшая музыка
  - 2008 — Лучший британский фильм
  - 2008 — Лучший грим/причёски
- Венецианский кинофестиваль
  - 2007 — Золотой лев